# بيتر ماسون
بيتر ماسون (بالإنجليزية: Peter Mason)‏ هو فيزيائي أسترالي، ولد في 25 فبراير 1922 في سانت بانكراس ، لندن في المملكة المتحدة، وتوفي في 27 مارس 1987.